# Frédéric Studer (dessinateur)
Pour les articles homonymes, voir Studer.
Frédéric Studer, connu sous le pseudonyme d'Urs, est un illustrateur et caricaturiste suisse, né le 26 mai 1926 à Muralto et mort le 22 octobre 2005 à Lausanne.

## Biographie

### Origines et famille
Frédéric Urs Studer naît le 26 mai 1926 à Muralto, dans le canton du Tessin. Il est originaire de Kestenholz, dans le canton de Soleure.
Son père, Joseph Auguste Studer, est ingénieur chimiste ; sa mère, née Marie Hagmann, est traductrice.
Il épouse Stella Rossi.

### Formation et parcours artistique
Après une formation de dessinateur-lithographe, suivie à Lausanne de 1944 à 1948, Frédéric Studer adopte le pseudonyme d'Urs, son deuxième prénom.
Il publie à partir de 1953 ses premiers dessins dans Paris Match et L'Illustré, puis aussi dans la Gazette littéraire et d'autres journaux suisses, principalement romands (Construire, 24 heures, Gazette de Lausanne), et étrangers, notamment Epoca en Italie et Picture Post au Royaume-Uni en 1956.
Il publie des recueils de dessins, illustre des livres et réalise, en 1971, un petit film d'animation. Il participe à de nombreuses expositions nationales et internationales de caricature et expose également ses dessins en Suisse. Lors de sa première exposition, qui a lieu en 1955 à la petite galerie du Nouveau-Bourg à Lausanne, il présente des aquarelles et des lithographies.
Son style est qualifié de « persifleur, anticonventionnel, mais sans malveillance, artistiquement dépouillé et remarquablement équilibré » par le journaliste et écrivain Gilbert Salem.

### Mort
Frédéric Studer meurt dans la matinée du 22 octobre 2005 à Lausanne, à l'âge de 79 ans, des suites d'un cancer du poumon.

## Distinction
- 1979 : chapeau d'or du 18e concours mondial de dessin humoristique de Knokke-Heist[7],[8]

## Fonds d'archives
Ses archives sont conservées par la fondation William Cuendet & Atelier de Saint-Prex au Musée Jenisch Vevey et par la Fondation Ateliers d'artiste.